# Dinastía Candar
La dinastía Candar o la Casa de Candar (en turco moderno: Candaroğulları), Beylicato de Candar, Principado de Candar (Candaroğulları Beyliği, Candar Beyliği), también conocida como la dinastía de Isfendiyar (İsfendiyaroğulları), Beylicato de Isfendiyar (İsfendiyaroğulları, Beyliği İsfendiyar Beyliği) o Beylicato de Sinope es una dinastía principesca de Anatolia que reinó en los territorios correspondientes a las provincias de Eflani, Kastamonu, Sinope, Zonguldak, Bartın, Karabük, Samsun, Bolu, Ankara y Çankırı en la actual República de Turquía del año 1291 a 1461. La región se conoce en la literatura occidental como Paflagonia, nombre aplicado a la misma zona geográfica durante el período romano.
La dinastía y el principado, cuyo fundador fue Şemseddin Yaman Candar Bey, fueron incorporados al Imperio Otomano por el sultán Mehmed II en 1461.

## Historia
Descendiente de la rama Kayı de los turcos oguz, la dinastía comenzó cuando el sultán Masud II otorgó la provincia de Eflani a Şemseddin Yaman Candar, un alto comandante de las fuerzas armadas imperiales, en agradecimiento por rescatarlo del cautiverio mongol. La provincia había estado anteriormente bajo el dominio de los Çobanoğulları. Tras la muerte de Şemseddin Yaman Candar, su hijo Solimán I conquistó la provincia vecina de Kastamonu y anexó Safranbolu y Sinope, anteriormente gobernadas por los descendientes de Mu'in al-Din Suleyman.

### Dinastía
Tras la incorporación del principado al Imperio Otomano, a la dinastía gobernante se le ofrecieron varias funciones importantes dentro de la administración otomana, que mantuvieron hasta su disolución en 1922. Los descendientes de la dinastía de Candar viven hoy como ciudadanos de la República de Turquía, principalmente en Estambul y en Europa, utilizando varios apellidos. 

Las armas de la Casa de Candar según el Atlas catalán de 1375.

### Armas
Muchos pueden confundir las armas de Candar con lo que ahora se conoce como la Estrella de David. Sin embargo, en la época medieval, este símbolo no se asociaba únicamente con el judaísmo, sino también con el Islam, donde era conocido como el Sello de Salomón, portado por el profeta Sulaymán, hijo de David. El símbolo ganó popularidad entre los beylicatos de Anatolia, siendo el Beylicato de Karaman otro estado conocido por haber adoptado una variación del sello en su bandera.

## Soberanos
| Soberano                        | Reinado   | Notas |
| ------------------------------- | --------- | --- |
| Şemseddin Yaman Candar Bei      | c.1291    | Fundador de la dinastía y primero bey. |
| Süleyman I Pashá                | 1309–1339 | Tras su muerte (c. 1339) se produjo una lucha dinástica entre sus dos hijos, İbrahim y Ali.                                                     |
| lucha dinástica                 |           | |
| İbrahim Pashá                   | 1339–1345 | İbrahim fue victorioso en la lucha con su hermano Ali en 1339.                                                                                  |
| Âdil Bey bin Ya'kûb             | 1346–1361 | |
| Celâleddin Kötürüm Bâyezid Bei  | 1361–1383 | |
| Süleyman II Şah                 | 1384–1385 | |
| İsfendiyar Bey                  | 1385–1440 | |
| Tâceddin Ibrâhim II Bei         | 1440–1443 | |
| Kemâleddin Ismâil Bei           | 1443–1461 | |
| Kızıl Ahmed Bey (Ahmed el Rojo) | 1461      | El 10º y último bey de los Candaroğulları. Kızıl Ahmed Bey gobernó durante 3 meses antes de la incorporación del principado al Imperio Otomano. |